# Gusztáv rendet teremt
A Gusztáv rendet teremt a Gusztáv című rajzfilmsorozat harmadik évadának második epizódja.

## Rövid tartalom
Gusztáv rendett teremt a rosszalkodó gyerekek között, de amikor kipróbálja a csúzlit a rendőr elviszi.

## Alkotók
- Rendezte és tervezte: Dargay Attila
- Írta: Dargay Attila, Jankovics Marcell, Nepp József
- Zenéjét szerezte: Pethő Zsolt
- Operatőr: Henrik Irén
- Hangmérnök: Horváth Domonkos
- Vágó: Czipauer János
- Háttér: Szálas Gabriella
- Rajzolták: Dékány Ferenc, Szemenyei András, Tóth Sarolta
- Színes technika: Dobrányi Géza, Kun Irén
- Gyártásvezető: Kunz Román

Készítette a Pannónia Filmstúdió.